# Újezd (okres Beroun)
Újezd (německy Aujest) je obec v okrese Beroun ve Středočeském kraji, asi 5 km západně od Hořovic. Žije zde 684 obyvatel.
Obec se nachází na východním a severovýchodním úbočí Dubového vršku (530 m). 

## Historie
První písemná zmínka o obci pochází z roku 1399.

## Obecní správa

### Části obce
- Újezd (k. ú. Újezd u Hořovic) (také Újezd u Cerhovic)

K obci patří také Bouchalka a Doubravka.
Sousedními obcemi sídla jsou Kařízek, Kařez, Záluží, Olešná, Osek, Komárov a Cerhovice.

### Územněsprávní začlenění
Dějiny územněsprávního začleňování zahrnují období od roku 1850 do současnosti. V chronologickém přehledu je uvedena územně administrativní příslušnost obce v roce, kdy ke změně došlo:
- 1850 země česká, kraj Praha, politický i soudní okres Hořovice[4]
- 1855 země česká, kraj Praha, soudní okres Hořovice
- 1868 země česká, politický i soudní okres Hořovice
- 1939 země česká, Oberlandrat Plzeň, politický i soudní okres Hořovice[5]
- 1942 země česká, Oberlandrat Praha, politický okres Beroun, soudní okres Hořovice[6]
- 1945 země česká, správní i soudní okres Hořovice[7]
- 1949 Pražský kraj, okres Hořovice[8]
- 1960 Středočeský kraj, okres Beroun
- 2003 Středočeský kraj, okres Beroun, obec s rozšířenou působností Hořovice

## Společnost

### Rok 1932
V obci Újezd (728 obyvatel) byly v roce 1932 evidovány tyto živnosti a obchody: holič, 3 hostince, kolář, kovář, obchod s máslem a vejci, obuvník, pekař, 10 rolníků, řezník, 4 obchody se smíšeným zbožím, Spořitelní a záložní spolek pro Újezd, 2 švadleny, tesařský mistr, 2 trafiky, zahradnictví.

## Pamětihodnosti
- Zemljanka – partyzánský kryt z let 1943 až 1944 v lese mezi Újezdem a Kařízkem, asi 2 km od vesnice
- Pustý zámek – tvrziště v místech zaniklé vesnice Doubravice[10]
- Kaple na návsi

## Doprava

### Dopravní síť
Do obce vedou silnice III. třídy. Územím obce vede silnice II/605 Praha – Plzeň – Rozvadov.

### Autobusová doprava 2024
Autobusovou dopravu v obci Újezd zajišťuje společnost Arriva Střední Čechy. Obec je součástí Pražské integrované dopravy (PID). V obci se nacházejí zastávky Újezd,škola a Újezd,u kapličky. Obec obsluhují autobusové linky 527 a 643. Linka 527 propojuje Komárov, Újezd, Cerhovice, Drozdov a Žebrák. Linka 643 propojuje Křešín, Felbabku, Podluhy, Hořovice, Záluží, Újezd, Cerhovice a Třenice.

### Železniční doprava 2024
Územím obce prochází dvoukolejná elektrizovaná celostátní železniční trať 170 Praha–Plzeň, která je zařazená do evropského železničního systému a je součástí III. tranzitního železničního koridoru. Doprava z Prahy do Plzně byla zahájena v roce 1862. Na území obce se nachází železniční zastávka Cerhovice, kde zastavují osobní vlaky linky S70 Pražské integrované dopravy (PID) v úseku Beroun–Kařez a v úseku Kařez–Klatovy jsou na lince P2 Integrované dopravy Plzeňského kraje (IDPK). Tyto vlaky, provozované společností České dráhy, jezdí z Berouna přes Zdice a Hořovice a pokračují dále do Rokycan, Plzně, Dobřan, Přeštic, Švihova a Klatovy.

## Další fotografie

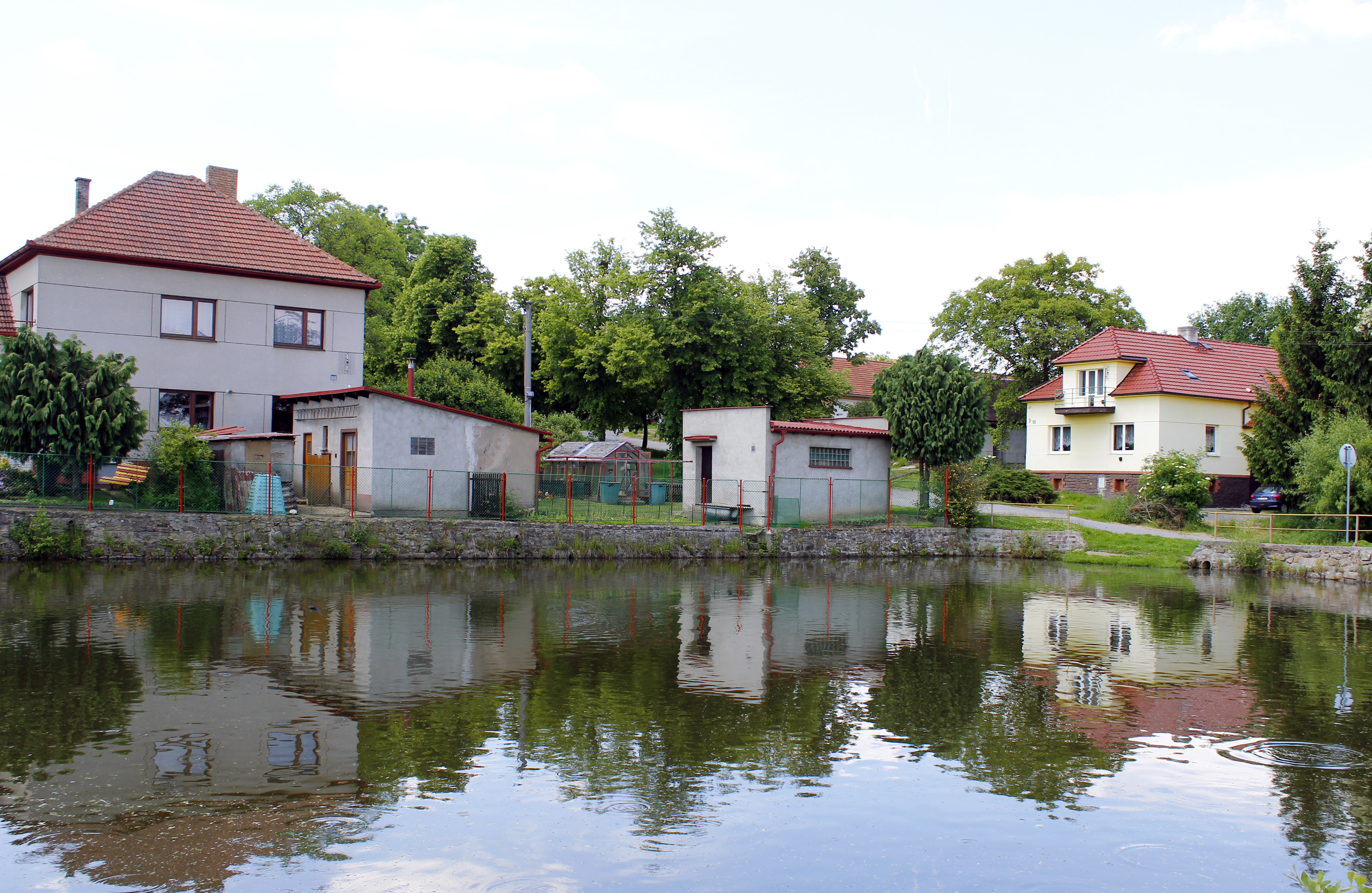
Dolní rybník pod kaplí
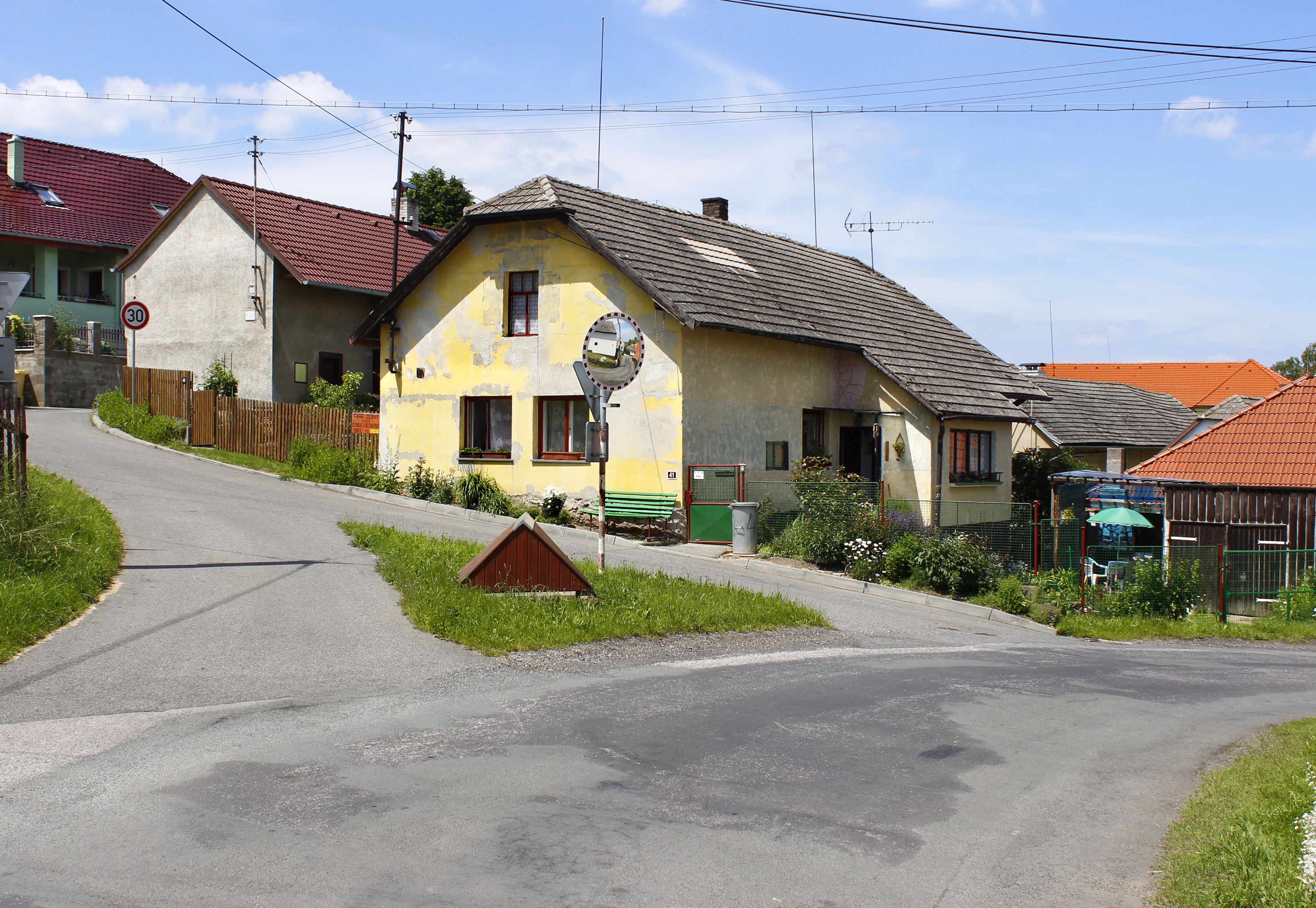
Domy nad návsí směrem na Komárov